# Pomatoschistus knerii
Pomatoschistus knerii és una espècie de peix de la família dels gòbids i de l'ordre dels cipriniformes que es troba a la mar Adriàtica i Mediterrània.